# Hydropeplus
Hydropeplus is een geslacht van kevers uit de familie  waterroofkevers (Dytiscidae).
Het geslacht is voor het eerst wetenschappelijk beschreven in 1882 door Sharp.

## Soorten
Het geslacht omvat de volgende soorten:
- Hydropeplus montanus Omer-Cooper, 1965
- Hydropeplus trimaculatus (Laporte, 1835)